# Bouchard III de Vendôme
Pour les articles homonymes, voir Bouchard de Vendôme.
Bouchard III de Nevers, dit le Jeune, comte de Vendôme (1066-1085), fils de Foulques l'Oison et de Pétronille de Château-Gontier.
Mineur à son avènement, sa tutelle fut assurée par son oncle Guy de Nevers, seigneur de Nouastre, de 1066 à 1075. Celui-ci mourra sans enfants en 1085, lui léguant la terre de Nouâtre.
Comme son père, Bouchard III fut régulièrement en conflit avec l'abbaye de la Trinité ; un accord mit fin à la brouille en 1083.
Sans alliance, il mourut en 1085.